# GOSAT
Greenhouse Gases Observing Satellite (GOSAT, „спътник за наблюдение на парниковите газове“ на английски език) е японски изследователски изкуствен спътник, изведен в земна орбита на 23 януари 2009 г. от Японската агенция за аерокосмически изследвания – JAXA. Това е първият изкуствен спътник изстрелян с цел наблюдение над парниковите газове. Спътникът измерва съдържанието на въглероден диоксид и метан от 56 000 различни локации в земната атмосфера.